# Miles Simon
Miles Julian Simon (Estocolmo; 21 de noviembre de 1975) es un exjugador y entrenador de baloncesto sueco, con pasaporte estadounidense, que jugó una temporada en la NBA, además de hacerlo en la CBA, en la liga israelí, en la liga italiana y en la liga turca. Con 1,90 metros de altura, jugaba en la posición de escolta.

## Trayectoria deportiva

### Universidad
Jugó durante tres temporadas con los Wildcats de la Universidad de Arizona, en las que promedió 14,6 puntos, 4,0 asistencias y 3,8 rebotes por partido. Allí formó pareja de bases con Mike Bibby, ganando en 1997 el título de campeones de la NCAA y consiguiendo ser elegido Mejor Jugador del Torneo tras promediar 27 puntos y 4 rebotes en la Final Four. Además, fue incluido en el primer quinteto del All-American en 1998.

### Profesional
Fue elegido en la cuadragésimo segunda posición del Draft de la NBA de 1998 por Orlando Magic, pero solo llegó a disputar 19 minutos repartidos en cinco partidos antes de ser cortado. Tras verse sin equipo, decidió continuar su carrera en Europa, jugando primero en el Maccabi Ra'anana de la liga israelí, para pasar posteriormente a la liga italiana donde jugaría en el Basket Livorno y el Metis Varese. Regresó a Estados Unidos fichando por los Dakota Wizards de la CBA, con los que se proclamó campeón de liga en 2002, promediando 23 puntos por partido.
Regresó a Europa en 2003, para jugar brevemente primero en el Izmir Tuborg SK de la liga turca y posteriormente en el Bipop Carire Reggio Emilia italiano, antes de retirarse definitivamente.

### Entrenador
En 2005 fue reclamado por el entrenador de la Universidad de Arizona, Lute Olson, para ejercer como entrenador asistente del equipo, puesto que ocupó hasta mayo de 2008, cuando fue cesado de sus funciones.
El 27 de junio de 2017, se une al cuerpo técnico de Los Angeles Lakers como asistente.
En septiembre de 2021, es nombrado entrenador principal de los South Bay Lakers, de la NBA G League.

## Estadísticas de su carrera en la NBA

### Temporada regular
| Temporada | Edad | Equipo        | Liga | P | TIT | MIN | TC  | TCA | %TC  | 3P  | 3PA | %3P  | TL  | TLA | %TL | R.OF. | R.DEF. | REB | ASIS | ROB | TAP | PER | FP  | PTS |
| 1998-99   | 23   | Orlando Magic | NBA  | 5 | 0   | 3.8 | 0.2 | 1.0 | .200 | 0.0 | 0.4 | .000 | 0.0 | 0.0 |     | 0.2   | 0.2    | 0.4 | 0.0  | 0.2 | 0.0 | 0.6 | 0.2 | 0.4 |
| Total     |      |               | NBA  | 5 | 0   | 3.8 | 0.2 | 1.0 | .200 | 0.0 | 0.4 | .000 | 0.0 | 0.0 |     | 0.2   | 0.2    | 0.4 | 0.0  | 0.2 | 0.0 | 0.6 | 0.2 | 0.4 |